# ميخائيل غريسبي
ميخائيل غريسبي (بالإنجليزية: Michael Grigsby)‏ هو مخرج بريطاني، ولد في 6 يونيو 1936 في ريدنغ في المملكة المتحدة، وتوفي في 12 مارس 2013 في لندن في المملكة المتحدة.

## وصلات خارجية
- ميخائيل غريسبي على موقع IMDb (الإنجليزية)
- ميخائيل غريسبي على موقع ألو سيني (الفرنسية)
- ميخائيل غريسبي على موقع أول موفي (الإنجليزية)
- ميخائيل غريسبي على موقع قاعدة بيانات الفيلم (الإنجليزية)
- ميخائيل غريسبي على موقع كينوبويسك (الروسية)